# M52 (semovente)
L'M52 è un tipico rappresentante della prima generazione postbellica di semoventi d'artiglieria. Esso, come indica la sigla, è entrato in servizio negli anni '50 con le forze armate americane e in seguito si è diffuso in altri Paesi.
Durante gli anni della guerra fredda si cominciò a immaginare l'impiego delle armi nucleari anche sul campo di battaglia. Questo lo rendeva molto pericoloso per i soldati a bordo di veicoli senza tetto, a causa della sovrapressione, le radiazioni termiche e quelle nucleari. Inoltre non vi era modo pratico di introdurre un sistema di protezione dal fallout radioattivo. Inoltre le granate esplodenti a mezz'aria e gli attacchi aerei ponevano altri problemi anche in situazioni più convenzionali. Notare bene, non si aveva la pretesa di proteggere l'equipaggio da bombe o granate in pieno, ma le schegge erano estremamente pericolose su distanze molto maggiori dell'onda d'urto.
I semoventi M7 e M37, caratterizzati dal vano di combattimento scoperto, erano pertanto inadeguati: così si studiò un nuovo veicolo, a partire dal 1948, e 4 anni dopo tale mezzo venne omologato.

## Tecnica
Esso è stato basato sulle tecnologie sviluppate per il carro leggero M41 Walker Bulldog, uno dei più riusciti (e costosi) carri leggeri della storia. La struttura era di acciaio spesso 12,7mm (mezzo pollice), il motore, a benzina, di grande potenza. La mobilità era molto elevata, con una motorizzazione che superava i 21 cavalli per tonnellata, una efficiente trasmissione e una cingolatura speciale. Questa aveva una struttura basata su 6 rulli di sostentamento, l'ultimo dei quali era a contatto con il suolo e fungeva anche da ruota di rinvio, 4 rulli reggicingolo e una ruota motrice a prua, dov'era anche il motore. le sospensioni erano a barra di torsione. Tutta la parte anteriore dello scafo, leggermente inclinata, era occupata dal motore, disposto trasversalmente allo scafo.
La struttura posteriore era occupata da una torretta con obice da 105/23mm, chiamato M49. L'affusto consentiva -10/+65 gradi. L'arma aveva una gittata di 11 km e una serie di munizioni esplosive, illuminanti e fumogene. Esisteva anche un proiettile da 105 a razzo, per una gittata di 15 km, ma anche granate CS (lacrimogeni), shrapenl per la difesa vicina, proiettili propaganda con volantini all'interno. Esisteva anche una mitragliatrice da 12,7mm M2HB, con una dotazione di 900 colpi, per la difesa ravvicinata: essa era sistemata sulla cupola del capocarro, ma non esistevano lanciafumogeni.

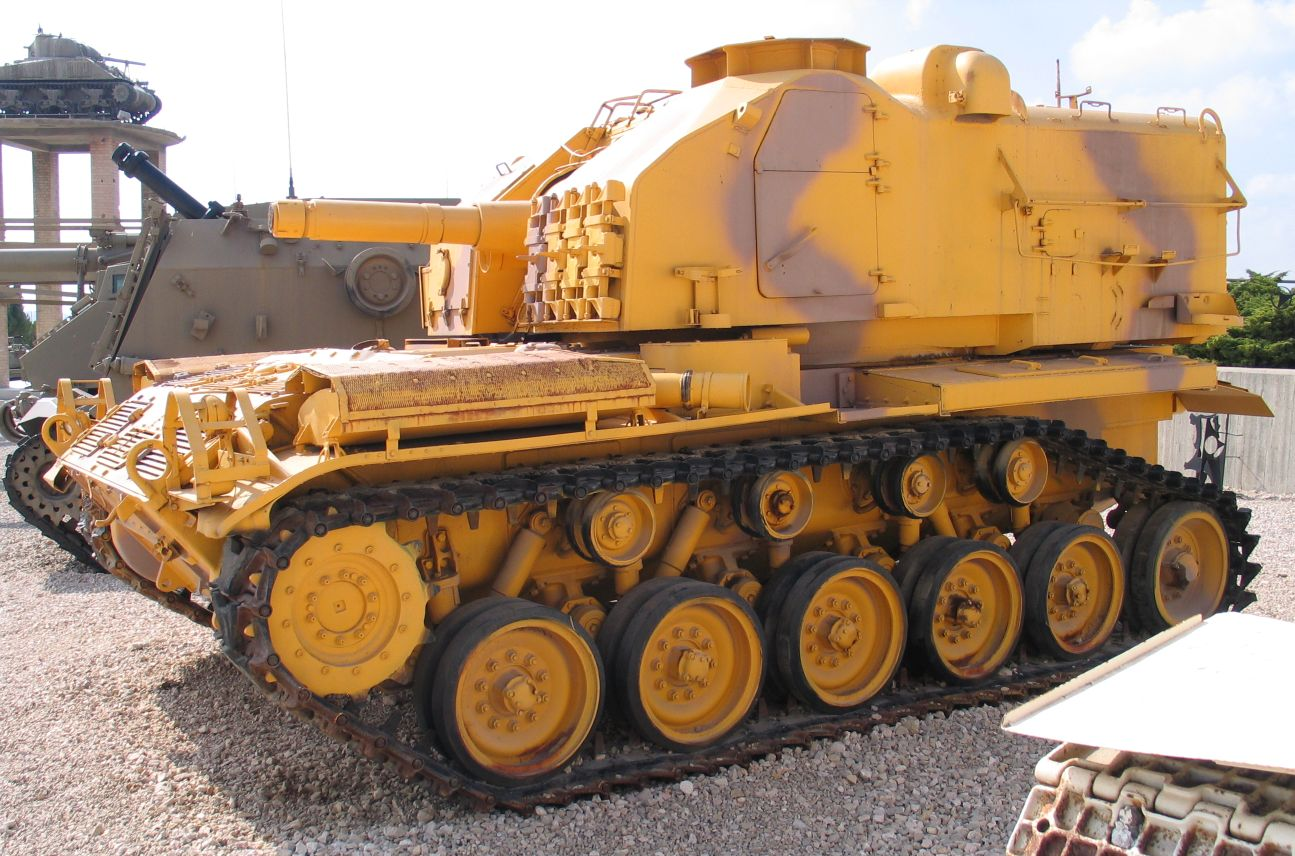
Altra immagine dello stesso mezzo, notare le ridotte dimensioni della b.d.f rispetto alla torre

La cosa originale dell'M52 era che tale semovente aveva in torretta anche il pilota. Per questo essa era tanto grande, nonostante le piccole dimensioni dell'obice, che quasi non si distingueva dalla struttura che lo conteneva, praticamente inglobandolo. Sempre per lo stesso motivo -il posto di pilotaggio- era possibile brandeggiare solo per 60 gradi a destra o a sinistra.
La dotazione di munizioni era davvero considerevole. Il veicolo era dotato di uno scafo assai grande e pesante, e la scelta dell'artiglieria non dipendeva dalla capacità di supporto che lo chassis assicurava, ma solo da considerazioni di efficienza. Ben 102 proiettili erano stivati nel mezzo, 21 dei quali in una rastrelliera rotante, sistemata nella parte sinistra della torretta, per un rapido utilizzo in azioni di fuoco. Simile ad un girello, era chiamata 'The lazy Susan'. Le altre 81 munizioni erano sistemate in un vano nella parte posteriore dello scafo, ovvero sotto la torretta vi era circa un metro cubo di cariche di lancio e munizioni. La ricarica era semplice, dato che i proiettili erano stivati a poca distanza dal suolo. I portelli di servizio erano sistemati dietro la torretta e occupavano, in 2 ante, tutta la parte posteriore della stessa. Anche il portello di chiusura del deposito munizioni posteriore poteva essere usato in maniera utile, quando era aperto poteva essere usato come piattaforma di lavoro.

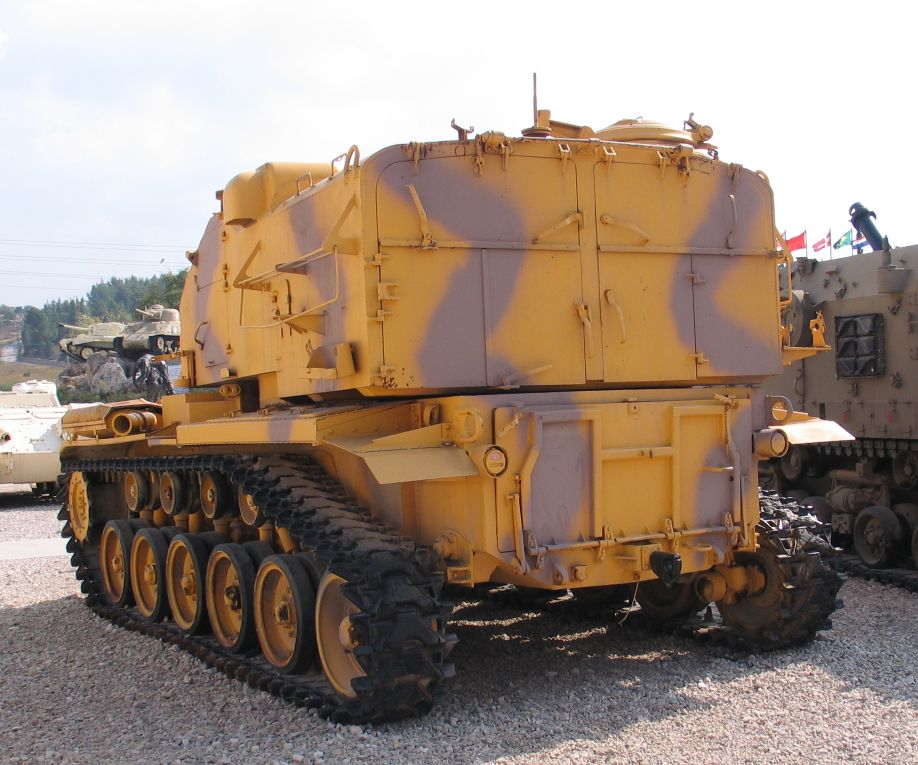
Vista posteriore: notare, sotto la torretta, il portello della riserva munizioni

## Servizio
Il progetto era tecnicamente assai interessante, si è trattato forse dell'unico veicolo da combattimento mai entrato in servizio con il pilota a bordo della torretta. Il veicolo che ne derivò in termini operativi presentava luci ed ombre. Esso era assai veloce, con una valida autonomia di fuoco, ma con alcune limitazioni relative al modesto rapporto costo-potenza, una ridotta gittata e letalità dei colpi, il motore a benzina permetteva una ridotta autonomia e la disposizione interna era assai discutibile. Nondimeno, è rimasto tuttavia in servizio a lungo in vari Paesi. Oltre che negli USA è entrato in linea in altri Paesi, come Italia, Turchia, Spagna, Giappone e Belgio. La produzione totale raggiunse quantitativi non molto elevati, fermandosi a 684 unità.
Esso è stato sostituito con l'M108 sempre da 105mm e poi, finalmente, è arrivato in servizio l'M109 molto simile al precedente ma con un obice da 155mm e motore diesel, il che ha dato maggiore senso e valore ad un veicolo cingolato da oltre 20 tonnellate di peso.